# レイフ・ヴォーン・ウィリアムズ

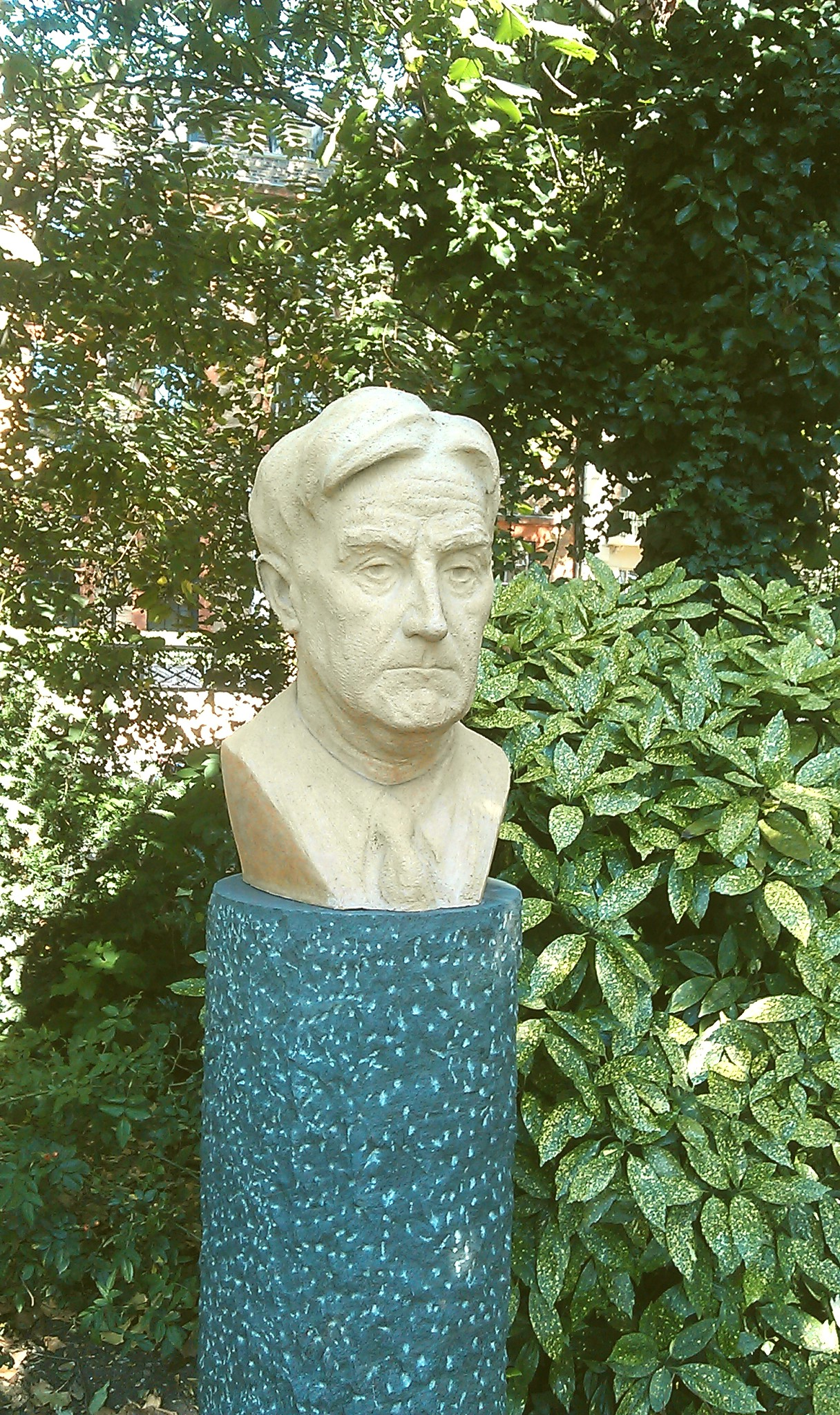
チェルシー (ロンドン)のテムズ河畔にあるレイフ・ヴォーン・ウィリアムズの胸像

レイフ・ヴォーン・ウィリアムズ（Ralph Vaughan Williams OM, 1872年10月12日-1958年8月26日） は、イギリスの作曲家。Vaughan Williams が姓であり、RVW または VW と略される。Ralph は通常「ラルフ」と読むが、本人が古風な発音の「レイフ」にこだわったという経緯から「レイフ」が用いられる。民謡の採集や教会音楽の研究を通して独特の作風を確立し、イギリス人による音楽の復興の礎を築いた。

## 年譜
- 1872年10月12日にグロスターシャー州ダウンアンプニーに生まれる。父は牧師であったが、RVWが3歳の時に他界。
- 6歳頃から叔母に音楽を学ぶ。7歳からヴァイオリンを習う。
- 1890年 王立音楽大学に入学。
- 1892年 王立音楽大学を休学し、ケンブリッジ大学トリニティ・カレッジに入学して音楽と歴史を専攻[1]。
- 1894年 ケンブリッジ大学で学士（音楽）を取得[1]。
- 1895年 ケンブリッジ大学で学士（文学）を取得[1]。
- 1897年 アデリーン・フィッシャーと結婚。翌年よりロンドンに居を構える。
- 1907年　評論家ミシェル・ディミトリー・カルヴォコレッシから作曲家モーリス・ラヴェルを紹介され、作曲とオーケストレーションのレッスンを受ける。
- 1910年 「タリスの主題による幻想曲」、「海の交響曲」（交響曲第1番）初演。
- 1919年 王立音楽大学の作曲科教授に就任。
- 1934年 親友の作曲家グスターヴ・ホルストが死去。
- 1935年 メリット勲章を受章。
- 1951年 妻のアデリーンが死去。
- 1953年 アーシュラ・ウッドと再婚。
- 1958年 交響曲第9番初演。8月26日にロンドンにて心臓発作のため死去。85歳没。

## 生涯

### 初期
ヴォーン・ウィリアムズは1872年10月12日、グロスタシャーのダウン・アンプニーに生まれた。父のアーサー・ヴォーン・ウィリアムズ（Arthur- 1834年-1875年）は、この地で聖公会の教区主管者代理者を務めていた。ヴォーン・ウィリアムズ姓は、ウェールズに起源を持つハイフン無しの二重姓である。父が1875年に死去すると、ヴォーン・ウィリアムズは母のマーガレット・スーザン（Margaret Susan 旧姓ウェッジウッド Wedgewood 1842年-1937年）に連れられてサリーへ向かった。母の曾祖父は陶器職人のジョサイア・ウェッジウッドであり、ウェッジウッド家の実家で暮らすために、サリーの景勝地にあるレイス・ヒル・プレイス（Leith Hill Place）に引っ越したのである。このことからも分かる通り、ヴォーン・ウィリアムズはジョサイア・ウェッジウッドの玄孫にあたる。また、ダーウィン家も親戚であり、チャールズ・ダーウィンは彼の大おじである。知的な上位中産の特権階級に生まれながらもヴォーン・ウィリアムズはそれに甘んじることなく、生涯を通して自らの信念であった民主、平等主義の理想のために活動した。

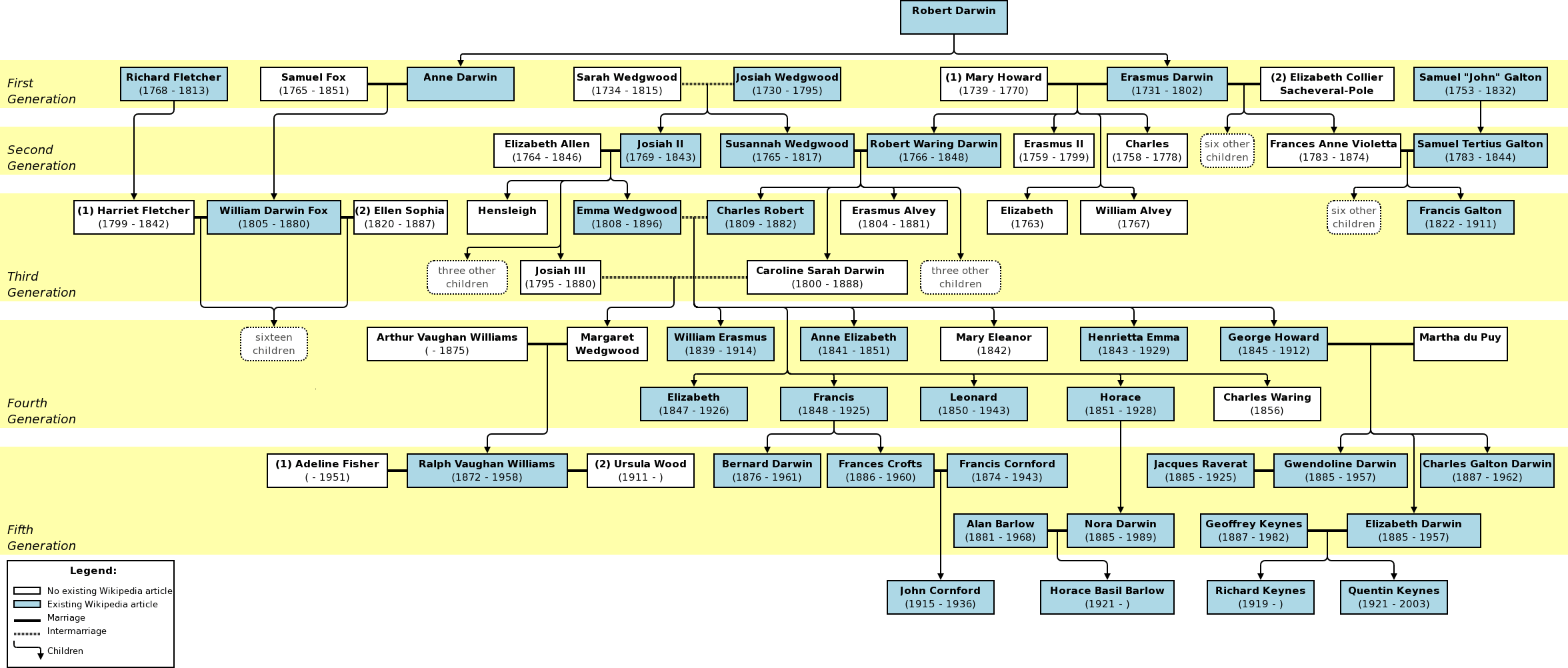
ダーウィン＝ウェッジウッド＝ガルトン家の家系図。ヴォーン・ウィリアムズとダーウィンやウェッジウッドとの関係が記されている。

6歳の時、ヴォーン・ウィリアムズはおばのソフィ・ウェッジウッド（Sophy-）からピアノと作曲の手ほどきを受けるようになった。7歳になるとヴァイオリンの演奏を開始している。彼が14歳の1887年1月、音楽表現を奨励していた当時にあっては数少ない学校のひとつであるチャーターハウス校に通った。チャーターハウスを出ると、次は王立音楽大学においてスタンフォードの薫陶を受けている。彼はケンブリッジ大学のトリニティ・カレッジで歴史学と音楽を専攻し、大学時代の同年代としては哲学者のジョージ・エドワード・ムーアやバートランド・ラッセルを挙げることができる。王立音楽大学に戻ったヴォーン・ウィリアムズはパリーの下で作曲を学び、彼とは親交を築いた。王立音楽大学時代の仲間には、1896年に共にウォルター・パラットからオルガンを学んだレオポルド・ストコフスキーがいる。ストコフスキーは後にヴォーン・ウィリアムズの6つの交響曲を演奏してアメリカの聴衆へ紹介し、1949年にはニューヨーク・フィルハーモニックと彼の「交響曲第6番」の初録音を実施、また1958年にカーネギー・ホールにおいて「交響曲第9番」のアメリカ初演を行っている。

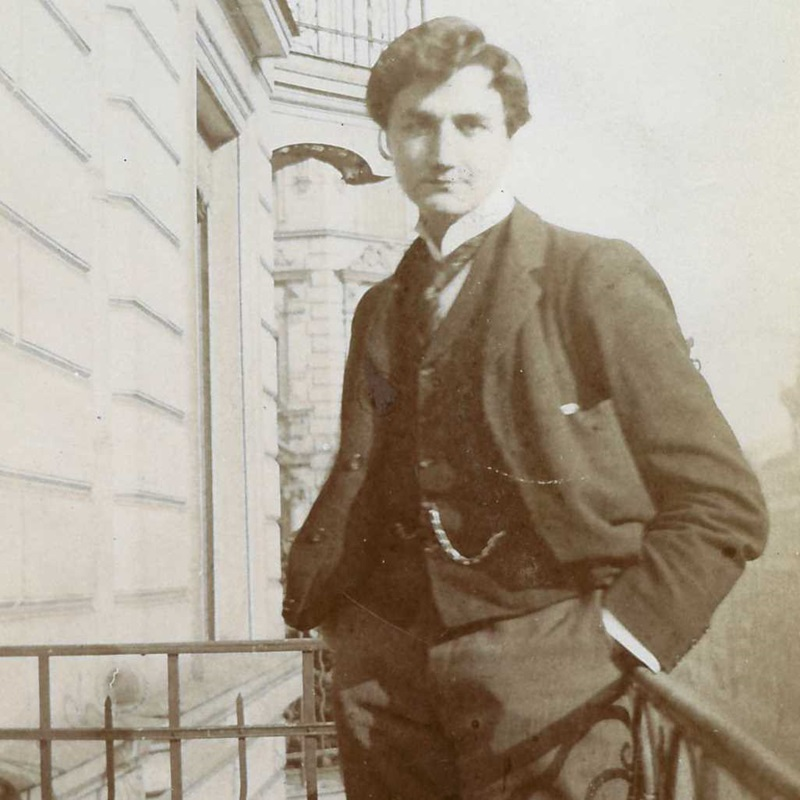
1898年のヴォーン・ウィリアムズ

王立音楽大学時代にヴォーン・ウィリアムズが作曲家となるにあたって重要な影響を与えた友人として、1895年に知り合った学生仲間のホルストがいる。この時以降、2人は互いが作曲中の作品を読みあって建設的な批評を行う「演習日」を幾度か共に過ごした。
ヴォーン・ウィリアムズは作曲家として遅咲きであり、最初の出版作品である歌曲「Linden Lea」が世に出た時には彼は30歳になっていた。彼は作曲の他に指揮や講義を持つなどの活動も行っていた。また、音楽の収集、編纂も行っており、パーセルの作品や英国の讃美歌での業績は名高い。既に1897年にベルリンにてブルッフの指導を受けていた彼であったが、1907年から1908年にかけての間にパリで3か月間ラヴェルに師事したことで、彼の管弦楽の扱いは長足の進歩を遂げた。
1904年、ヴォーン・ウィリアムズはイングランドの各地方に根付いていた民謡やキャロルが、地方での識字率向上や印刷楽譜の普及に伴って口頭伝承の影が薄くなっているために、急速に失われつつあることを見出した。彼は自ら田舎を訪ねて歩き、その多くを編曲して保存した。後年、彼はそういった音楽の美しさや普通の人々の日常の中で培われた名もない歴史に魅了され、自作の楽曲に歌曲や旋律の一部を取り入れている。彼の功績により、イングランドの伝統的な民謡や旋律はより高い評価を受けることになった。彼は後に英国民族舞踊民謡協会の会長を務めており、協会はこの分野における彼の早くからの重要な業績を称えて、彼の名を冠したヴォーン・ウィリアムズ記念図書館を有している。
1905年、ヴォーン・ウィリアムズはドーキングで新たに開催されることになった、レイス・ヒル音楽祭の第1回演奏会を指揮した。彼は1953年までここでの指揮者を務め、ウィリアム・コールに指揮棒を託した。
1909年、ヴォーン・ウィリアムズはケンブリッジ大学でアリストパネスの喜劇「蜂」が上演されるのに合わせて、劇の付随音楽を作曲した。翌年、「トマス・タリスの主題による幻想曲」と合唱交響曲である「海の交響曲」の初演を指揮した彼は、自身にとって初めてとなる大きな成功を収めた。さらに1914年にジェフリー・トイの指揮で「ロンドン交響曲」が披露されると、彼はさらに大きな成功を手にすることになった。

### 2つの世界大戦

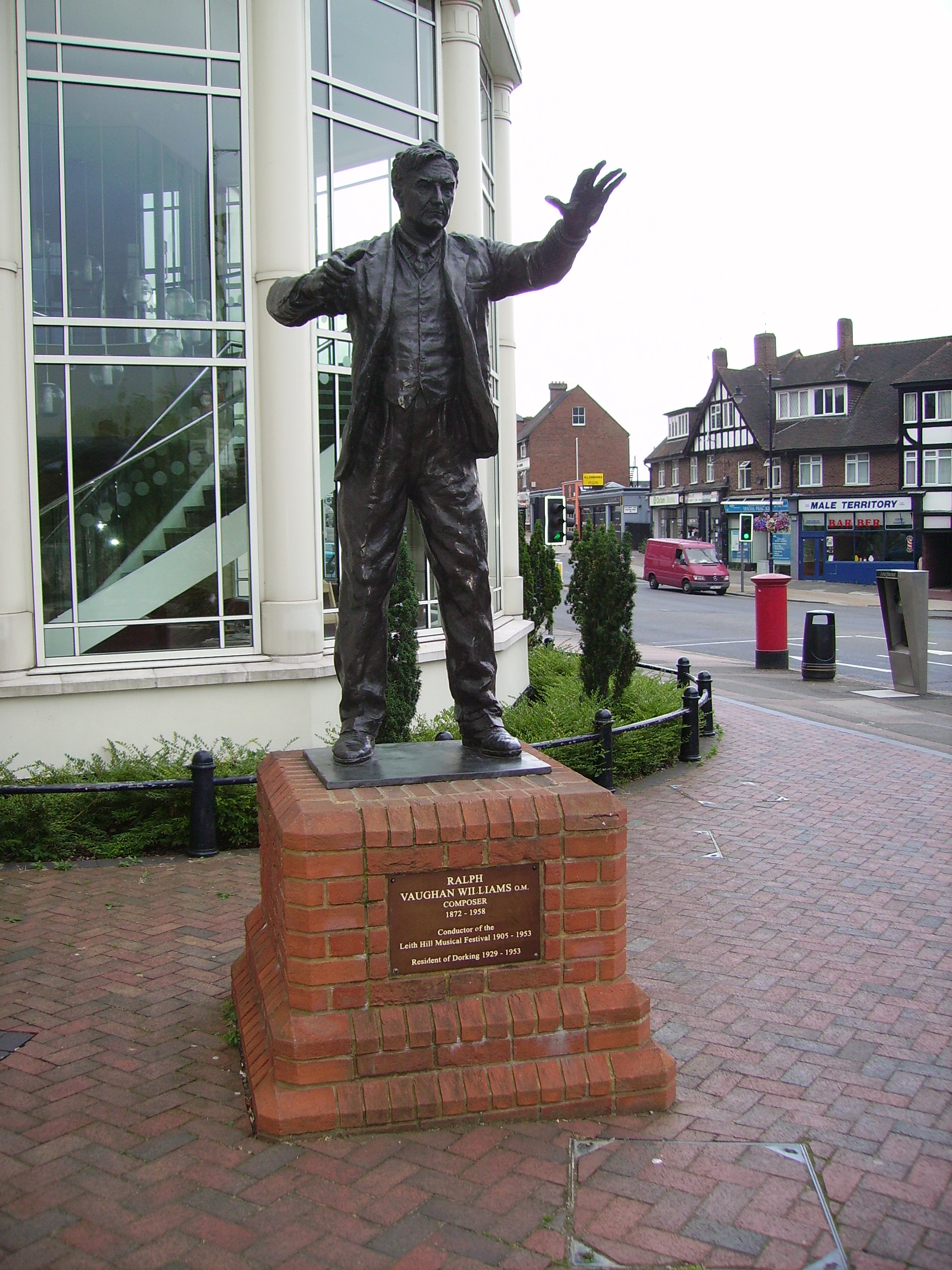
ドーキングにあるレイフ・ヴォーン・ウィリアムズの像

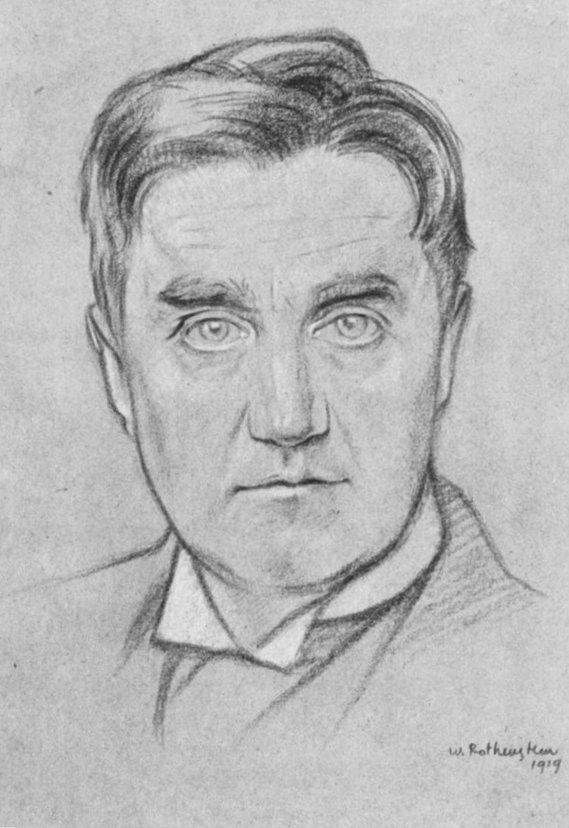
レイフ・ヴォーン・ウィリアムズの肖像画（1919年）、ウイリアム・ローゼンシュタイン作

第一次世界大戦開戦時、ヴォーン・ウィリアムズは41歳になっていた。彼は兵役を完全に逃れることができたものの、自ら軍部に志願して王立陸軍医療軍団に義勇兵として入隊した。フランスおよびマケドニア前線において担架卒として悲惨な日々を過ごした後、彼は1917年12月24日に王立砲兵守備隊の少尉に任命される。彼は、ある時には耐えがたい病に苦しみつつ、地を這いながらも任された砲台の指揮を執った。砲火の爆音に長期にわたって晒されたことが、彼が老いると深刻になっていった難聴のきっかけとなった。1918年、陸軍の音楽監督に任ぜられたことにより、彼は音楽活動を再開できるようになった。
戦後、しばらくの間ヴォーン・ウィリアムズが取り組んでいたのは、ヴィオラ独奏と小規模のオーケストラ、歌詞のない合唱のための幾分神秘的な「野の花」である。もう1曲は「田園交響曲」で、この曲の第2楽章で聴かれるトランペットのカデンツァは、彼が義勇兵として衛生隊にいた頃にラッパ手が間違って7度の音程を繰り返し吹いていたのを聴いた記憶を元に、交響曲にそれとなく引用したものである。曲は1922年1月26日にロンドンでエイドリアン・ボールトの指揮の下、初演された。1924年からは彼の音楽は新たな段階に入り、生き生きとしたクロスリズムと鋭い和声が特徴となる。この時期を彩るのは「行進曲風トッカータ」、バレエ「老いたコール王」、「ピアノ協奏曲」、オラトリオ「聖なる市民」（自作の合唱作品の中でも作曲者のお気に入りだった）、そしてバレエ「ヨブ:舞踏のための仮面劇」である。これは聖書のヨブ記に依るのではなくウィリアム・ブレイクのヨブ記への挿絵が元になったものである。また、彼はコスモ・ゴードン・ラングのカンタベリー大主教への就任式のためにト長調の「テ・デウム」を作曲している。この時期における彼の音楽は、1935年にBBC交響楽団によって初演された「交響曲第4番」で頂点を極めた。この交響曲は、彼の作風から連想される『田園風』の管弦楽曲とは大きく趣を異にするにするものである。事実、初演以来その和らげられることのない緊張、ドラマと不協和音が聴衆の度肝を抜いてきている。第4交響曲が変わった曲であることを認めたうえで、ヴォーン・ウィリアムズはこう述べている。「自分自身でも気に入っているかどうかはわからないが、曲は私の意図した通りのものである。」2年後、彼は自身唯一の商業音源となる歴史的な録音を、初演の楽団とこの曲を演奏してHMVに遺している。この時期に、彼はアメリカやイングランドを公演して回り、またバッハ合唱団を指揮している。過去にはナイト叙勲を拒んだ彼であったが、1935年にはメリット勲章を受けている。さらに、彼はロンドンで私的に音楽を教えており、弟子の中にはアイルランドの作曲家アイナ・ボイルらがいた。
ヴォーン・ウィリアムズは生涯を通して、イギリスの有名なピアニストであるハリエット・コーエンと友情を育んだ。彼が彼女に宛てた書簡は、大抵が彼女への数限りない口づけの想い出を語るような内容であり、2人の間の秘められた関係をうかがわせる。1931年に初のアメリカツアーに発つコーエンに対し、彼はこう書き送っている。「君がアメリカ人からあまりにも強く愛されてしまい、帰ってこられなくなることを恐れているよ。」彼は日頃から彼女の家に通い、しばしばホームパーティに出席していた。彼女は「讃美歌前奏曲」の献呈を受け、1930年にこれを初演するとともに、その後演奏旅行の間にヨーロッパ中にこの曲を紹介した。1933年には彼の「ピアノ協奏曲」の初演も行っており、この曲もまたコーエンに捧げられた。この時期、コーエンは協奏曲の演奏を独占する権利を与えられていた。コーエンはヨーロッパ、ソ連、アメリカ中でヴォーン・ウィリアムズの作品を取り上げ、その普及に一役買ったのであった。
彼の音楽は成熟した抒情的な段階へと入り、「5つのテューダー朝の肖像」や「音楽へのセレナード」といった作品が生み出された。そして1943年のプロムスで作曲者自身が指揮をした「交響曲第5番」もこの時期の作品である。ヴォーン・ウィリアムズはこの時70歳なっており、多くの人がこの曲を彼の白鳥の歌になるものと考えた。しかし、彼は再び作風を一新して、実験的な和声と楽器法を伴う新たな創作期に入っていく。1946年の「交響曲第6番」は大きな成功を収め、初年度だけで100回も演奏された。この曲は彼を支持する者にも批判的な者にも驚きをもって迎えられた。なぜなら、多くの人にはこの交響曲（特に終楽章）が核戦争後の陰惨な情景ではないかと思われたからである。作曲者自身はいつもの通り、作品の背景に特定の筋書きが存在することを否定していた。
ヴォーン・ウィリアムズは第6交響曲から作曲家のロイ・ダグラスの仕事上で付き合うようになり、これは彼の生涯にわたって続いた。ダグラスの役割は音楽の助手および筆記者であった。彼はヴォーン・ウィリアムズの楽譜の判読可能な写譜を作成し、その過程では作曲者のしばしば難解な手稿譜を解読して未解決の管弦楽法の問題点を洗い出しては、作曲者に対して様々な改善提案を行った。ヴォーン・ウィリアムズは彼からの提案をほとんど受け入れていた。ダグラスは「ヴォーン・ウィリアムズの音楽家としての技術を知る、最も重要な存命の目撃者」と評されていた。

### 晩年

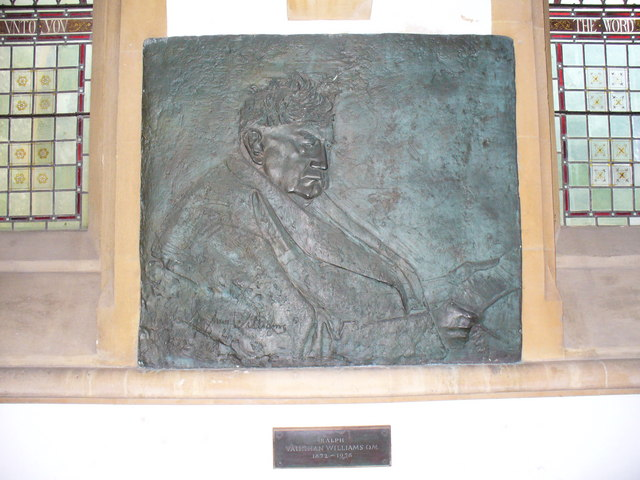
ドーキングの教区教会に掲げられたヴォーン・ウィリアムズの銘板。彼はこの地で1905年にレイス・ヒル音楽祭を立ち上げ、生涯にわたって関わり続けた。

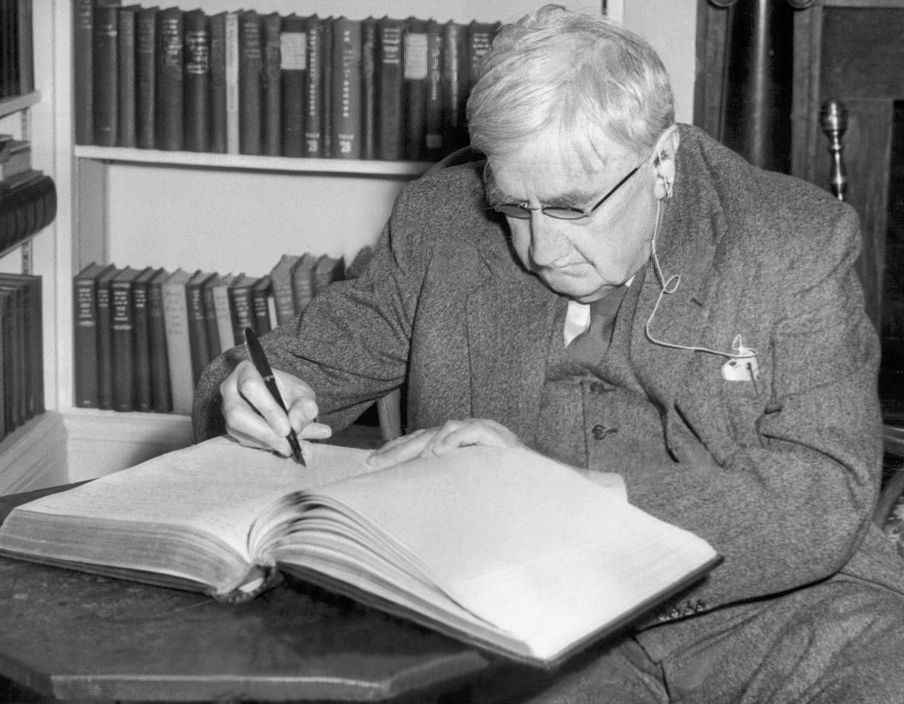
晩年のヴォーン・ウィリアムズ（1954年）

ヴォーン・ウィリアムズは1958年にこの世を去るまでに、さらに3つの交響曲を完成している。7曲目の「南極交響曲」は1948年の映画「南極のスコット」への音楽に基づいており、彼が楽器法と音響に対して新たな興味を抱いていたことが窺われる。「交響曲第8番」は1956年の初演で、1956年から1957年にかけてより重々しい「交響曲第9番」が続く。この最後の交響曲が初演されたのは1958年、作曲者の死のわずか3か月前のことであったが、当初はどっちつかずの評価を得るにとどまった。しかし、現在ではこの暗く謎に満ちた作品が、彼の交響曲の系譜を締めくくるにふさわしい楽曲であるとみなされている。
また、ヴォーン・ウィリアムズは多くの器楽曲や合唱曲を仕上げている。「チューバ協奏曲」、マシュー・アーノルドの詩による「オックスフォード悲歌」、クリスマス・カンタータの「オディエ」などである。また、エリザベス女王の戴冠式のために「古い詩篇100のふし」を編曲している。「チェロ協奏曲」、オペラ「トーマス・ザ・ライマー」、クリスマス劇「最初のノエル」は彼の死後、未完のまま残されており、筆記者のロイ・ダグラスによって補筆完成された。

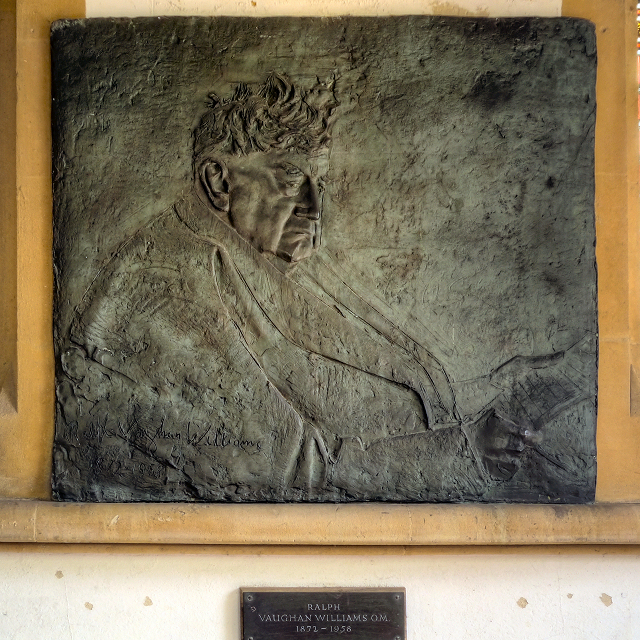
記念レリーフ

彼は教会音楽に少なからず関わっており、また多くの作品中には宗教的な題材が見出されるにもかかわらず、彼の2番目の妻は夫をこう評していた。「無神論者で（中略）後になって楽しげな不可知論に転向していった。」彼がオペラ「天路歴程」において、主人公の名前を原作者のジョン・バニヤンが付けた『クリスチャン』から『ピルグリム』へと改変したことは注目に値する。彼はバニヤンの讃美歌「Who would true valour see」に対しても、サセックスの伝統的な音楽である「Monk's Gate」を当てている。教会に通うものにとって、最も親しみ深い彼の楽曲はウィリアム・ウォルシャム・ハウの「For All the Saints」に書かれた讃美歌「Sine nomine」であろう。彼が中世の讃美歌「Discendi, Amor santo」に作曲した楽曲は、自らの生地を称えて「ダウン・アンペイ」と名付けられた。
彼はバークベック・カレッジの教員としても働いた。
1950年代に、ヴォーン・ウィリアムズはエイドリアン・ボールト指揮、ロンドン・フィルハーモニー管弦楽団がデッカ・レコードに行った交響曲集の録音に際し、第9番を除く全作品を監修した。謎めいた第6交響曲の最後のセッションで、彼は短いスピーチを行ってボールトとオーケストラの「これ以上なく心のこもった」演奏への感謝を述べた。デッカは、後のLP音源にこれを収録している。彼はボールトによる第9交響曲の初録音（エヴェレスト・レコードへのものだった）にも立ち会う予定であったが、録音セッション開始前夜の1958年8月26日にこの世を去った。ボールトは楽団員に対し、今回の演奏が作曲者を追悼するものになるだろうと告知した。これらの演奏と作曲者やボールトのスピーチは、全てデッカからCD音源として再発売されている。
ヴォーン・ウィリアムズは多くの若い作曲家や指揮者らに指導や公演を行って、また交友関係を築くことで、イギリスの音楽の中心人物であった。彼はあらゆる人に対し、どれだけ簡単なものでも本当に自らで考えたのであれば、自分自身の音楽を作ろうとしばしば繰り返していた。そうした考えなどを綴った彼の音楽に関する著書は、今もって示唆に富むものである。ヴォーン・ウィリアムズはウェストミンスター寺院に眠っている。

### 結婚生活
ヴォーン・ウィリアムズは2回の結婚を経験している。最初の結婚相手はアデリーン・フィッシャー（Adeline Fisher）で、1896年のことだった。アデリーンはルース・フィッシャー・デ・ロップの従姉妹で、ルースは生化学者のロバート・ロップの母であった。ロバートの父はヨーロッパの貧窮した貴族で、息子の高校以降の学費を賄うことができなかった。そこで、ヴォーン・ウィリアムズ夫妻が助け舟を出してロバートを南ケンジントンにある王立科学大学に通わせ、そこで生物学を専攻したロバートは博士号を取得した。ロバートはそのまま研究の道で成功して科学者となり、ヒトの潜在能力に関するよく知られた書物を著した。アデリーンは長年にわたって手足の自由が利かなくなる関節炎に苦しんだ後、1951年に夫に先立った。
ヴォーン・ウィリアムズは、1938年から既婚の詩人であるアーシュラ・ウッドと不倫関係にあった。1942年に夫を亡くしたウッドは、ヴォーン・ウィリアムズの文学面での助言者、個人的な助手となってサリーの彼の自宅に移り住んだ。これは明らかにアデリーンの暗黙の了解の下で行われたことで、ウッドは1951年にアデリーンが死去するまで介助者として彼女に尽くした。ウッドは合唱作品「光の御子たち」の台本を記しており、また「天路歴程」や「オディエ」の台本にも力を貸した。ウッドとヴォーン・ウィリアムズは1953年に結婚し、ロンドンに移り住んだ。2人はヴォーン・ウィリアムズがこの世を去るまでの5年間、リージェンツ・パーク、ハノヴァー・テラス（Hanover Terrace）の10で暮らした。1964年、ウッドは「RVW: レイフ・ヴォーン・ウィリアムズの伝記」を出版した。彼女は2007年に亡くなるまで、レイフ・ヴォーン・ウィリアムズ協会の名誉会長を務めた。

## 作風
イギリスの田園風景を彷彿とさせる牧歌的な作風は、広くイギリス国民に愛されている。日本では『惑星』で知られるホルストに比べて知名度が低いが、欧米ではホルストより高く評価されている。生涯に9つの交響曲を遺し、また、イングランドの民謡を題材にした作品も多い。
ヴォーン・ウィリアムズの音楽は、しばしばホルスト、ディーリアス、バターワース、ウォルトンらの音楽と同様にイングランドの特徴を備えているといわれる。ピーター・アクロイドは著作「Albion: The Origins of the English Imagination」の中でこう記している。「もしそのイングランドらしさというものが言葉では完全に言い表せるものだとすれば、その言葉とは次のようなものになるだろう。表向きはよくある普通の音楽だが、抒情的、旋律的、憂鬱で郷愁を誘い、さらに時を超越しているばかりでなく、深遠かつ神秘的でもある。」アクロイドは、1911年以前にニューグローヴ世界音楽大事典の第2版の編集に関わったことで知られる音楽評論家のジョン・メイトランドの言葉を引用している。メイトランドの考えでは、ヴォーン・ウィリアムズの作風は「聴いていて非常に古い音楽なのか非常に新しい音楽なのか分からなくなる」ようなものだった。
ヴォーン・ウィリアムズが民謡に魅了されて、深い造詣を獲得していることは作品から窺い知れる。その変容の様は、聴衆を地上にいる状態（彼自身は日々常にそうあろうとしていた）から天上へと誘い得るものである。同時に彼の音楽は、イングランドへの愛国心をわずかながらも垣間見せるが、それは古き風景と、人がその中で小さくとも完全には無視してしまうことのできない居場所を占めているという感覚から生まれるものである。彼の初期作品は時おり、1908年のパリで3か月間指導を受けたラヴェルの影響を見せる。ラヴェルはヴォーン・ウィリアムズについて、自らの弟子の中で唯一ラヴェル風の音楽を書かなかった人物だと評した。
生涯にわたってシベリウスを尊敬していたといわれ、第5交響曲はシベリウスに献呈されている。

## 主要作品

### 交響曲
彼は、ベートーヴェンと同じく9曲の交響曲を遺している。中でも『海の交響曲』は大規模なもので、構成的にはカンタータと見なせるようなものである。また、『田園交響曲』や『南極交響曲』でも声楽を取り入れているが、これには歌詞がなく一つの楽器として扱われている。
- 海の交響曲（A Sea Symphony、交響曲第1番） 管弦楽、ソプラノ、バリトン、合唱
- ロンドン交響曲（A London Symphony、交響曲第2番）
- 田園交響曲（A Pastral Symphony、交響曲第3番） 管弦楽、ソプラノ（またはテノール）
- 交響曲第4番ヘ短調（Symphony No.4 in F minor）
- 交響曲第5番ニ長調（Symphony No.5 in D major）
- 交響曲第6番ホ短調（Symphony No.6 in E minor）
- 南極交響曲（Sinfonia Antartica、交響曲第7番） 管弦楽、ソプラノ、女声合唱
この作品は、もともとは 映画 『南極のスコット』 のために作曲された音楽を交響曲の形に改作したものである。
- 交響曲第8番ニ短調（Symphony No.8 in D minor）
- 交響曲第9番ホ短調（Symphony No.9 in E minor）

### 管弦楽曲
- グリーンスリーヴスによる幻想曲（Fantasia on Greensleeves）
1928年に完成した歌劇『恋するサー・ジョン』（Sir John in Love） の間奏曲（イングランド民謡「グリーンスリーヴズ」に基づく）をラルフ・グリーヴズが編曲したもの。

### 弦楽合奏曲
- トマス・タリスの主題による幻想曲（Fantasia on a Theme by Thomas Tallis）
16世紀イギリスの作曲家トマス・タリスの『大主教パーカーのための詩編曲』の旋律を題材とした作品。

### 協奏曲
- ピアノ協奏曲ハ長調（Piano concerto in C）
RVWの作品としては珍しくバルトークの影響が強い作品。あまりに演奏困難なため、2台のピアノのための協奏曲に改作している。
- バス・テューバと管弦楽のための協奏曲（Concerto for bass tuba and orchestra、テューバ協奏曲）
これはロンドン交響楽団に捧げられた曲で、RVWの協奏曲作品としては今日、最も演奏の機会に恵まれている1つである。テューバのための協奏曲としては最も有名な作品の1つで、多くの著名な奏者が舞台上や録音でその技巧を披露している。第2楽章（ロマンツァ、Romanza）はチェロやファゴットでも演奏される。
- オーボエ協奏曲（オーボエと弦楽合奏のための協奏曲）　　　　　　　　　　　　　　　　　　　　　　　　　　　　　　　　　レオン・グーセンスにより初演。オーボエのための主要レパートリーの一つ。
- 揚げひばり（The Lark Ascending）
ヴァイオリン独奏と管弦楽のための協奏曲的な作品である。

### 吹奏楽曲
- イギリス民謡組曲（English Folk Song Suite）
他者の編曲による複数の管弦楽版（特にゴードン・ジェイコブの編曲）も知られている。
- 行進曲「海の歌」（Sea Songs - March）
「プリンセス・ロイヤル」「ベンボウ提督」「ポーツマス」の3曲の民謡による演奏時間4分弱の小品。元々は「イギリス民謡組曲」の第2曲として作曲され、後に独立した曲として出版された。かつて短波で放送されていたBBC日本語放送のテーマ曲に中間部の「ベンボウ提督」の管弦楽編曲版が使用されていた、とされているが、実際は、トリオの「ポーツマス」のメロディが使用されていた。

### 室内楽曲
- 幻想的五重奏曲 (Phantasy Quintet)
ヴァイオリン2本、ヴィオラ2本、チェロによる編成の室内楽曲。
- 弦楽四重奏曲第1番ト短調 (String Quartet No.1 in G minor)
ラヴェル師事直後の作品で、印象派の影響も匂わせつつ、民謡風の旋律を織り込んだ作曲者自身の作風の確立において重要な作品。
- 弦楽四重奏曲第2番イ短調「ジーンの誕生日に」 (String Quartet No.2 in A minor "For Jean on her birthday")
戦中、マンジェス四重奏団 (Manges Quartet) のヴァイオリン奏者ジーン・スチュアートに捧げられた曲。ヴォーン・ウィリアムズの室内楽中最後の作品。

## 録音史
ヴォーン・ウィリアムズの楽曲は膨大な録音遺産に恵まれている。初期には各交響曲がヘンリー・ウッド（ロンドン交響曲）、ジョン・バルビローリ（第5番）、エイドリアン・ボールトとレオポルド・ストコフスキー（共に第6番）によって録音され、作曲者自身による第4番の録音も行われた。この後、数種類の交響曲全集が生まれることになる。ストコフスキーが1943年にNBC交響楽団と行った第4番の放送演奏や、1964年のBBCプロムスにおけるBBC交響楽団との第8番の公演もCDで発売されている。ユージン・グーセンスは1941年に、シンシナティ交響楽団と「ロンドン交響曲」の1920年版をRCAビクターへ録音したが、これはこの版による唯一の音源となっている。ボールトは初となる交響曲全集に取り組み、1950年代初頭のデッカへの第1番から第8番までと、1958年のエヴェレスト・レコードへの第9番によってこれを完成させた。彼は1967年から1972年にかけて、EMIへ2度目となる交響曲全集を録音している。他にも交響曲全集の録音ではアンドレ・プレヴィン、ベルナルト・ハイティンク、ブライデン・トムソン、ヴァーノン・ハンドリー、レナード・スラトキン、リチャード・ヒコックス（急逝により南極交響曲、第9番が未完）らが続いている。
他にも、他国の指揮者らもヴォーン・ウィリアムズの交響曲録音に取り組んでいる。ディミトリ・ミトロプーロスとレナード・バーンスタインは、ともに第4交響曲をニューヨーク・フィルハーモニック管弦楽団と録音しており、同楽団とはレオポルト・ストコフスキが1949年に第6番の初録音を行っている。第6番は、1966年にモーリス・アブラヴァネルとユタ交響楽団も録音を遺している。パーヴォ・ベルグルンドも第4番、第6番を録音した。他にもCD音源は存在し、第9番のポルトガル初演となったペドロ・デ・フレイタス・ブランコとポルトガル国立管弦楽団の演奏も発売されている。同様に、第9番のアメリカ初演となった1958年、カーネギー・ホールにおけるストコフスキの「ヴォーン・ウィリアムズ追悼演奏会」の様子も、カラ・レコード（Cala Records）より発売されている。
ヴォーン・ウィリアムズ自身による1952年の交響曲第5番の録音が、イギリスで近年になって初めて公式にサム・レコーディングズ（Somm Recordings）よりリリースされた。
デイヴィッド・ウィルコックスは1960年代から1970年代にかけて、EMIに多くの合唱作品を録音した。弦楽四重奏曲ではナクソスの録音が賞を獲得し、ハイペリオン・レコードやシャンドスとともにこれまで顧みられなかった楽曲に光を当てている。そうした楽曲の中には、ブラスバンドのための作品ほとんど上演されないオペラなどがある。
EMIからは、ヴォーン・ウィリアムズの全作品をほぼ網羅し、同曲異演も含むCD30枚組（34時間以上）の廉価セットが発売されている。

## 栄典・受賞
- メリット勲章（1935年6月3日[11]）
- アルバート・メダル（1955年）